# Leucophenga kilembensis
Leucophenga kilembensis är en tvåvingeart som beskrevs av Bachli 1971. Leucophenga kilembensis ingår i släktet Leucophenga och familjen daggflugor. Inga underarter finns listade i Catalogue of Life.